# Arena (Wisconsin)
Arena ist eine Gemeinde (mit dem Status „Village“) im Iowa County im US-amerikanischen Bundesstaat Wisconsin. Das U.S. Census Bureau ermittelte bei der Volkszählung 2020 eine Einwohnerzahl von 844.
Arena ist Bestandteil der Metropolregion Madison.

## Geografie
Arena liegt im Südwesten Wisconsins am Südufer des Wisconsin River, einem linken Nebenfluss des Mississippi. Der am Mississippi gelegene Schnittpunkt der drei Bundesstaaten Minnesota, Iowa und Wisconsin befindet sich 136 km westnordwestlich. Nach Illinois sind es 94 km in südlicher Richtung.
Die geografischen Koordinaten von Arena sind 43°09′56″ nördlicher Breite und 89°54′46″ westlicher Länge. Das Gemeindegebiet erstreckt sich über eine Fläche von 3,0 km².
Nachbarorte von Arena sind Mazomanie (10,8 km östlich), Blue Mounds (23,1 km südsüdöstlich), Barneveld (23,4 km südlich), Ridgeway (24,7 km südwestlich), Wyoming (18,5 km westsüdwestlich) und Spring Green (14,3 km westlich).
Die nächstgelegenen größeren Städte sind La Crosse (154 km nordwestlich), Green Bay (258 km nordöstlich), Wisconsins Hauptstadt Madison (46,8 km ostsüdöstlich), Rockford in Illinois (158 km südsüdöstlich), die Quad Cities in Iowa und Illinois (234 km südsüdwestlich) und Cedar Rapids in Iowa (236 km südwestlich).

## Verkehr
Der U.S. Highway 14 verläuft in West-Ost-Richtung als Hauptstraße durch Arena. Alle weiteren Straßen sind untergeordnete Landstraßen, teils unbefestigte Fahrwege sowie innerörtliche Verbindungsstraßen.
Entlang des Wisconsin River verläuft für den Frachtverkehr eine Eisenbahnlinie der Wisconsin and Southern Railroad, die vom Mississippi nach Madison und von dort weiter nach Milwaukee führt.
Die nächsten Flughäfen sind der La Crosse Regional Airport (165 km nordwestlich), der Dubuque Regional Airport in Dubuque, Iowa (133 km südwestlich) und der Dane County Regional Airport in Wisconsins Hauptstadt Madison (55,4 km östlich).

## Bevölkerung
Nach der Volkszählung im Jahr 2010 lebten in Arena 834 Menschen in 323 Haushalten. Die Bevölkerungsdichte betrug 278 Einwohner pro Quadratkilometer. In den 323 Haushalten lebten statistisch je 2,58 Personen.
Ethnisch betrachtet setzte sich die Bevölkerung zusammen aus 97,8 Prozent Weißen, 0,2 Prozent Afroamerikanern, 0,1 Prozent amerikanischen Ureinwohnern, 0,5 Prozent Asiaten, 0,2 Prozent Polynesiern sowie 0,5 Prozent aus anderen ethnischen Gruppen; 0,6 Prozent stammten von zwei oder mehr Ethnien ab. Unabhängig von der ethnischen Zugehörigkeit waren 1,8 Prozent der Bevölkerung spanischer oder lateinamerikanischer Abstammung.
29,6 Prozent der Bevölkerung waren unter 18 Jahre alt, 62,5 Prozent waren zwischen 18 und 64 und 7,9 Prozent waren 65 Jahre oder älter. 49,3 Prozent der Bevölkerung war weiblich.
Das mittlere jährliche Einkommen eines Haushalts lag bei 52.115 USD. Das Pro-Kopf-Einkommen betrug 23.650 USD. 12,3 Prozent der Einwohner lebten unterhalb der Armutsgrenze.